# A Real Pain

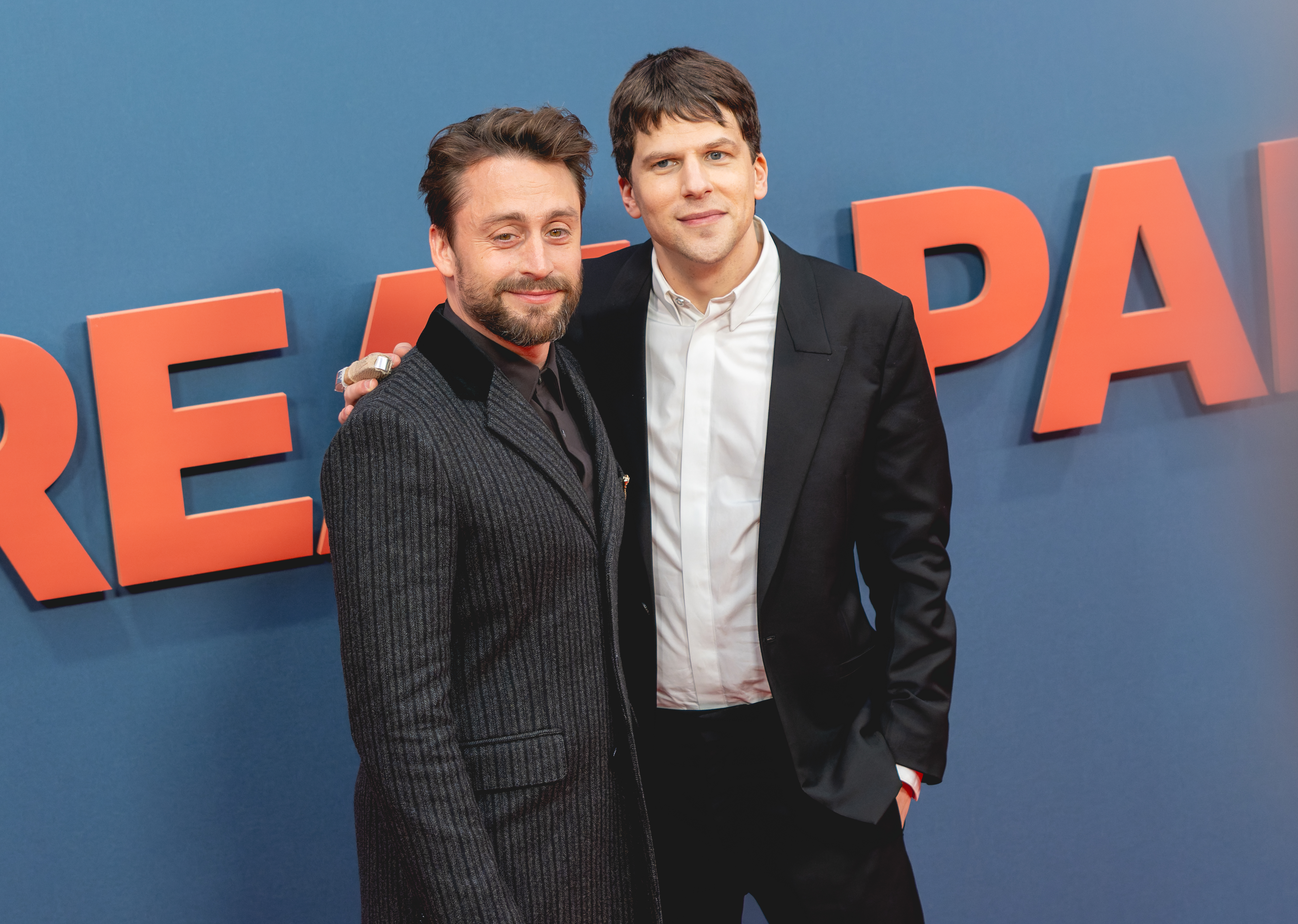
Kieran Culkin och Jesse Eisenberg

A Real Pain är en amerikansk dramakomedifilm från 2024. Filmen är regisserad av Jesse Eisenberg som även skrivit filmens manus och som spelar en av huvudrollerna.
Filmen premiärvisades på Sundance Film Festival i januari 2024 och hade biopremiär i Sverige den 24 januari 2025.
Kieran Culkin vann en Oscar för bästa manliga biroll vid Oscarsgalan 2025.

## Handling
Filmen handlar om två kusiner, David och Benji Kaplan, som reser till Polen för att utforska sitt ursprung. Resan är betald av deras farmor, som efter sin död lämnat pengar till dem för att se huset där hon växte upp.

## Rollista (i urval)
- Jesse Eisenberg – David Kaplan
- Kieran Culkin – Benji Kaplan
- Will Sharpe – James
- Jennifer Grey – Marcia
- Kurt Egyiawan – Eloge
- Liza Sadovy – Diane
- Daniel Oreskes – Mark
- Ellora Torchia – Priya